# Terra santa

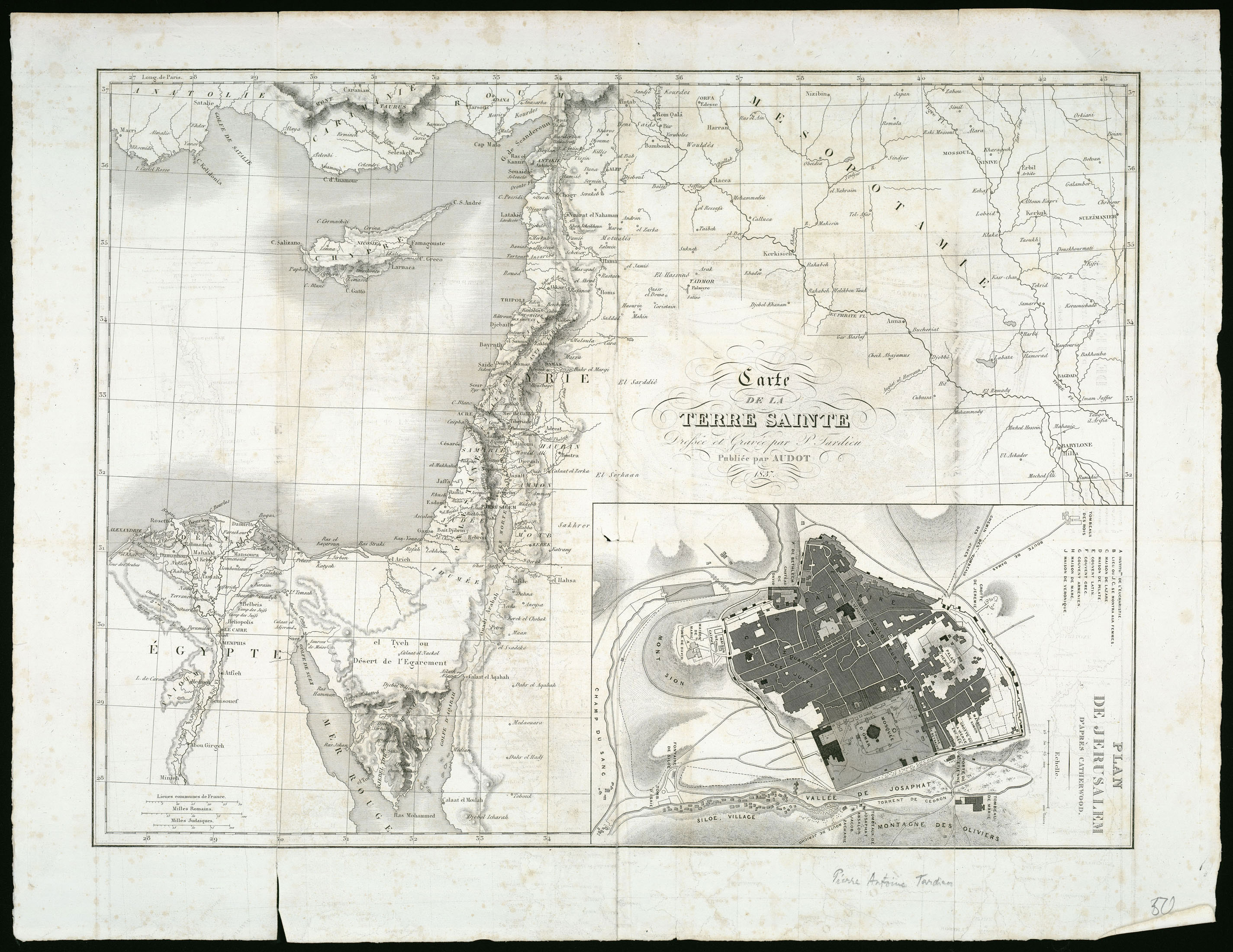
Carte de la Terre Sainte di P. Tardieu, XVIII secolo

Con Terra Santa o Terrasanta; Ebraico ארץ הקודש - trascrizione moderna Eretz haQodesh, trascrizione tiberiense ʾÉreṣ haqqāḏeš -; in greco Ἄγιοι τόποι? - pronuncia erasmiana della lingua classica /ˈaɡioj ˈtɔpoj/, pronuncia bizantina e moderna /ˈaji ˈtɔpi/ -; in latino Terra Sancta) si indica la regione compresa tra il Mar Mediterraneo e il fiume Giordano, attualmente divisa tra lo Stato di Israele e lo Stato di Palestina. Storicamente, l'espressione si riferisce al significato spirituale di quella terra per le tre religioni abramitiche: ebraismo, cristianesimo e islam.

## Storia
A partire dal secondo dopoguerra la regione si è trovata al centro del conflitto arabo-israeliano; anche per questa ragione il termine è oggi spesso utilizzato per indicare generalmente quell'area senza specificare "Israele" o "Palestina", al fine di non favorire uno dei contendenti. Monumenti importanti sono la basilica del Santo Sepolcro, la città natale di Gesù, Betlemme, il Muro Occidentale del Tempio di Gerusalemme e la Cupola della Roccia.
Per gli Ebrei si tratta della Terra promessa, ossia la terra verso cui Dio ha guidato il suo popolo tramite il profeta Mosè; in essa si trovano le città sante di Gerusalemme e di Hebron.
Per i cristiani, che hanno in comune con gli ebrei l'Antico Testamento, è anche la terra in cui nacque, morì e risorse Gesù Cristo, incarnazione del Verbo; in essa si trovano le città legate alla vita di Gesù: Betlemme, Gerusalemme e Nazareth.
Tra i musulmani v'è la credenza che sia la terra in cui Maometto giunse al termine di un immaginario viaggio notturno (isrā' ) che mosse dalla Mecca e che lo fece ascendere poi al Cielo (mi‘rāg ), visitando il Paradiso dopo aver sorvolato l'Inferno (per cui si veda Isrāʾ e Miʿrāj). La Cupola della Roccia di Gerusalemme fu eretta in età omayyade sul luogo da cui sarebbe cominciata la mistica ascensione del profeta dell'Islam.
Paolo VI istituì la Collecta Pro Terra Sancta da effettuarsi il Venerdì santo, raccolta che fu confermata da tutti i pontefici successivi.

## Significato per l'ebraismo
Il rapporto d'Israele con la propria Terra Santa, Eretz Israel, non può essere disgiunto dal suo rapporto con Dio. Essa è stata promessa da Dio al suo popolo ebraico come luogo di dimora e di discendenza. La promessa ad Abramo è rinnovata ad Isacco e a Giacobbe (cfr. Alleanza (Bibbia) e patriarchi ebrei). La promessa trova compimento nell'esodo d'Israele dall'Egitto, guidato da Mosè, chiamato da Dio a liberare il suo popolo.

## Significato per il cristianesimo
La Terrasanta è molto importante per la cristianità, principalmente perché è il luogo in cui nacque, predicò, fu messo al patibolo e risorse Gesù Cristo. Essa divenne perciò la più importante meta dei pellegrinaggi, prima di quello per Roma e per Santiago.
I principali luoghi santi di questa terra per i cristiani sono:
- Gerusalemme che è il luogo di alcune predicazioni di Gesù, ma è soprattutto il luogo dell'Ultima Cena, e quindi dell'istituzione dell'eucaristia; inoltre, Gesù venne ucciso su un vicino colle, il Calvario (o Golgota). A Gerusalemme sono presenti la Basilica del Santo Sepolcro e la Chiesa di tutte le Nazioni;
- Betlemme, luogo di nascita del Cristo;
- Nazaret, luogo in cui Gesù trascorse la sua infanzia prima delle predicazioni; presenta molti luoghi sacri, come la basilica dell'Annunciazione

Durante le crociate, spesso i pellegrini cristiani cercarono altri luoghi sacri nel cosiddetto Oltremare (cioè i domini cristiani in Terra santa), specialmente all'inizio del XII secolo, subito prima della cattura di Gerusalemme. Essi sono:
- Zippori, dove la Vergine Maria disse di aspettare un bambino,
- il fiume Giordano dove Gesù venne battezzato,
- la grotta di Giovanni Battista,
- il mar di Galilea,
- il monte Tabor, luogo della trasfigurazione di Gesù,
- Gerico, la strada che percorse il buon Samaritano.

Dal 1219, anno del viaggio di san Francesco d'Assisi, l'Ordine dei Frati Minori è presente in Terra Santa; oltre un secolo più tardi, nel 1342, papa Clemente VI riconobbe all'Ordine il diritto di rappresentare la Chiesa cattolica nei luoghi santi, già riconosciuto dai musulmani grazie alla donazione del francescano re di Napoli Roberto d'Angiò; la provincia francescana di Terra Santa è più diffusamente conosciuta come Custodia di Terra Santa.

## Significato per l'Islam
Il termine "Terra Santa" è usato anche nel Corano, che ricorda la liberazione degli Ebrei dall'Egitto:
E quando Mosè disse al suo popolo: "O popolo mio! Ricordate, la grazia di Allah è su di voi da quando ha scelto tra voi i Profeti! E fece di voi dei re e vi diede quello che non aveva mai dato a nessun popolo al mondo. «O popol mio, entrate nella Terra Santa che Allah vi ha destinata e non volgete le spalle: vi ritrovereste perdenti" (sura al-Maida 20-21)
La prima tradizione araba di al-Zujjāj la descrive come "Damasco, Palestina ed una parte della Giordania", mentre il tradizionista Catada la indica come "il Levante (al-Shām)" e Muʿadh b. Jabal come "l'area tra al-Arish e l'Eufrate" e Ibn ʿAbbās come "la terra di Gerico".
A volte, ma non nel Corano, è anche utilizzato per indicare la regione araba del Ḥijāz, la terra delle città sante della Mecca e di Medina.
Il termine "al-Quds", "la Santa", è il nome arabo di Gerusalemme. La "Santa Valle" (in arabo الوادي المقدس‎?, al-wādī al-muqaddas) indica nel Corano la valle di Tuva dove Mosè ricevette l'ordine divino di presentarsi davanti a Faraone (nella Bibbia e nel Corano è nome proprio) ed ingiungergli di pentirsi (sūra Ta-Ha 12, al-Nazi'at 16.)
Il nome è usato anche per l'organizzazione caritativa islamica statunitense Holy Land Foundation for Relief and Development (Fondazione Terra Santa per il Soccorso e lo Sviluppo), inclusa nel 2005 dall'Unione Europea nell'elenco dei gruppi e delle entità terroristiche.